# Lajos Ratkai

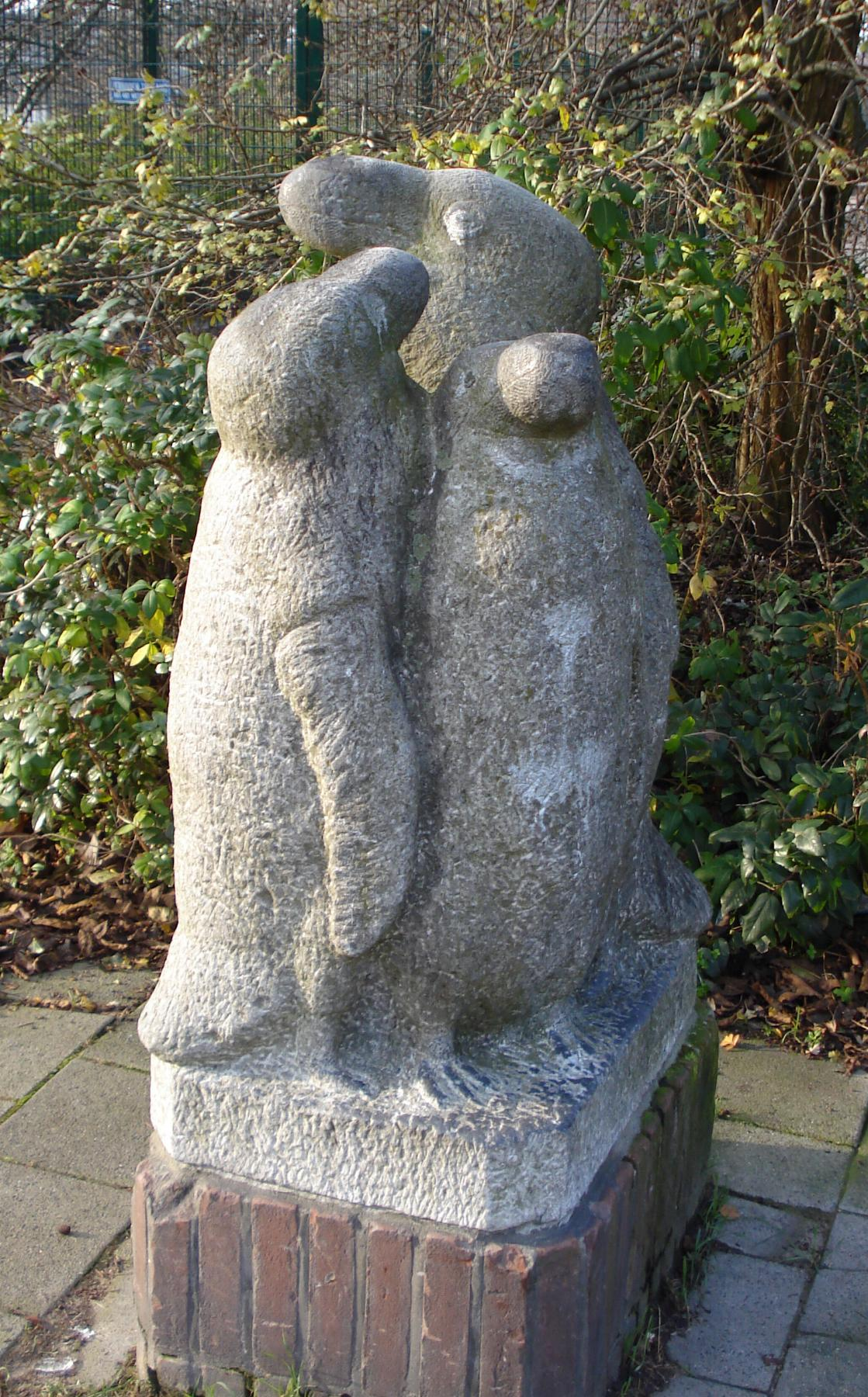
Pinguïns, Vlaardingen

Lajos Ratkai (Túrkeve, 21 februari 1931) is een Nederlandse beeldhouwer en medailleur.

## Leven en werk
Lajos Ratkai (of oorspronkelijk Rátkai) werd geboren in de gemeente Túrkeve in het comitaat Jász-Nagykun-Szolnok in Hongarije. Hij studeerde beeldhouwkunst bij Sándor Szandai (1903-1978) in Boedapest. Sinds 1956 leeft hij in Nederland, waar hij achtereenvolgens aan de Rijksnormaalschool voor Kunstnijverheid en de Rijksakademie van beeldende kunsten in Amsterdam studeerde. Zijn hoogleraren aan de academie waren onder anderen Piet Esser en Paul Grégoire. Ook bezocht hij het Nationaal Hoger Instituut voor Schone Kunsten in Antwerpen.
Ratkai is een figuratieve beeldhouwer (onder andere portretten en mens- en dierfiguren), die met de materialen steen en brons werkt. Hij is eveneens werkzaam als medailleur (hij ontwierp onder andere in 1975 de penning Amsterdam 700 jaar stad).

## Werken (selectie)
- 1966: Bokspringende jongens, Roerdompstraat in Vlaardingen
- 1967: Twee kinderen, Willemstraat in Slikkerveer (gemeente Ridderkerk)
- 1968: Nils Holgersson, Staringlaan in Papendrecht
- 1969: Nijlpaard met jong, Eduard van Beinumlaan in Schiedam
- 1969: Vliegende jongen, Eduard van Beinumlaan in Schiedam
- 1971: Twee elementen "Bolvormen" Voltaplein in de wijk Oost-Watergraafsmeer (Amsterdam-Oost)
- 1972: Pinguïns, in 2012 herplaatst van Van Maerlantlaan naar Gansfoortstraat in Vlaardingen